# Țigăneștii de Beiuș, Bihor
Țigăneștii de Beiuș (în maghiară Cigányosd) este un sat în comuna Drăgănești din județul Bihor, Crișana, România.

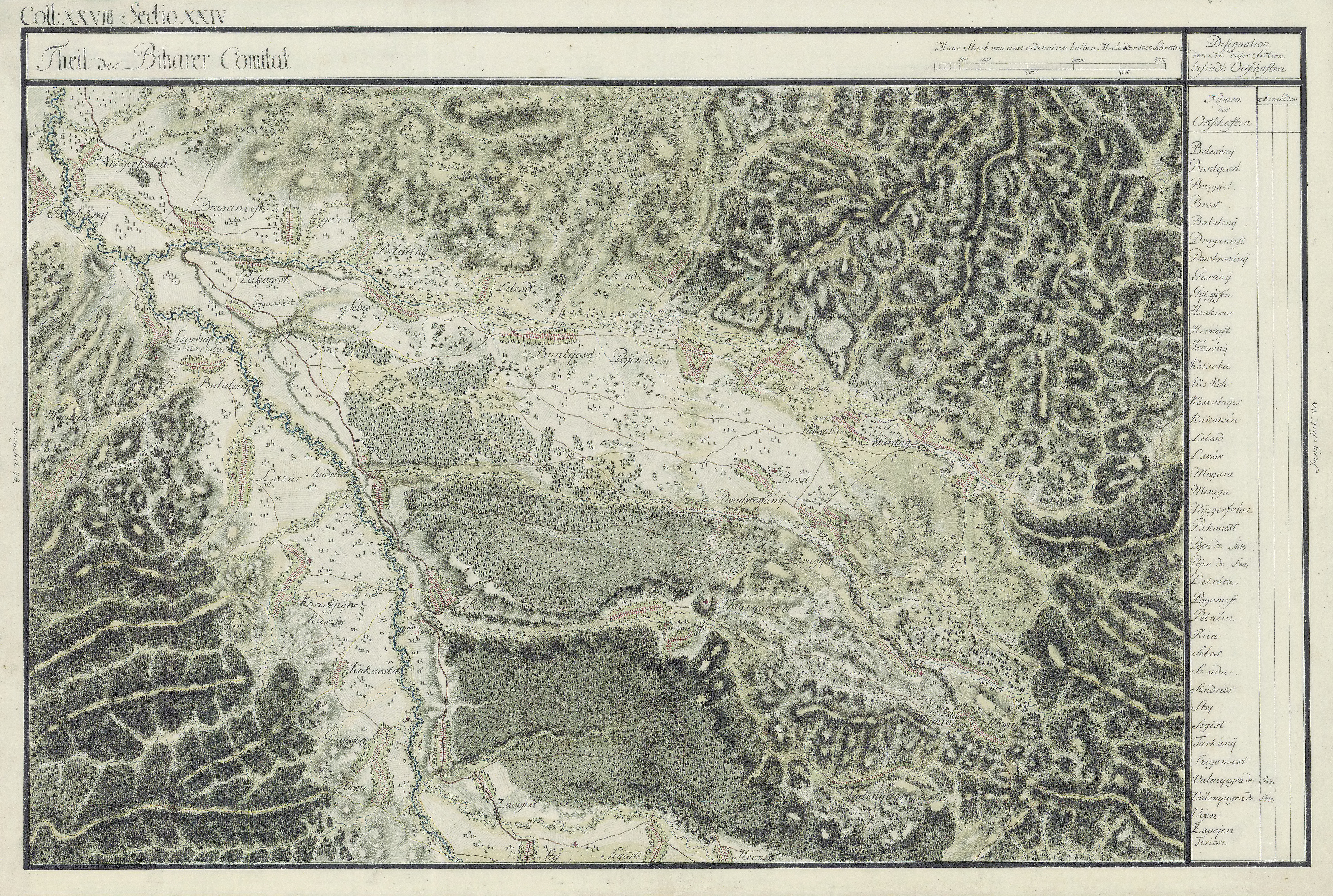
Țigăneștii de Beiuș în Harta Iosefină a Comitatului Bihor, 1782-85

 Acest articol despre o localitate din județul Bihor este deocamdată un ciot. Puteți ajuta Wikipedia prin completarea lui.